# مستشفى الهلال الأحمر الأردني
مستشفى الهلال الأحمر مستشفى تأسس سنة 1947، تم الاعتراف به من اللجنة الدولية للصليب الأحمر عام 1948، وهو مستشفى يصنف كمنظمة مستقلة غير حكومية، يقع المستشفى في حي المصدار في مدينة عمان عاصمة الأردن.

## الخدمات الطبية المقدمة
يحتوي المستشفى على 126 سريراً، ويضم قسم الجراحة ويتكون من أربع غرف رئيسية للعمليات الجراحية واخرى للجراحة البسيطة، وحدة العناية الحثيثة مجهزة باحدث التقنيات، أقسام أمومة واسعة، مختبر، بنك للدم، صيدلية، مركز للعناية بالأم والطفل، وحدة غسيل الكلى وقسم الطوارئ.

## وصلات خارجية
- الموقع الرسمي لوزارة الصحة في الأردن